# Eugene Garfield

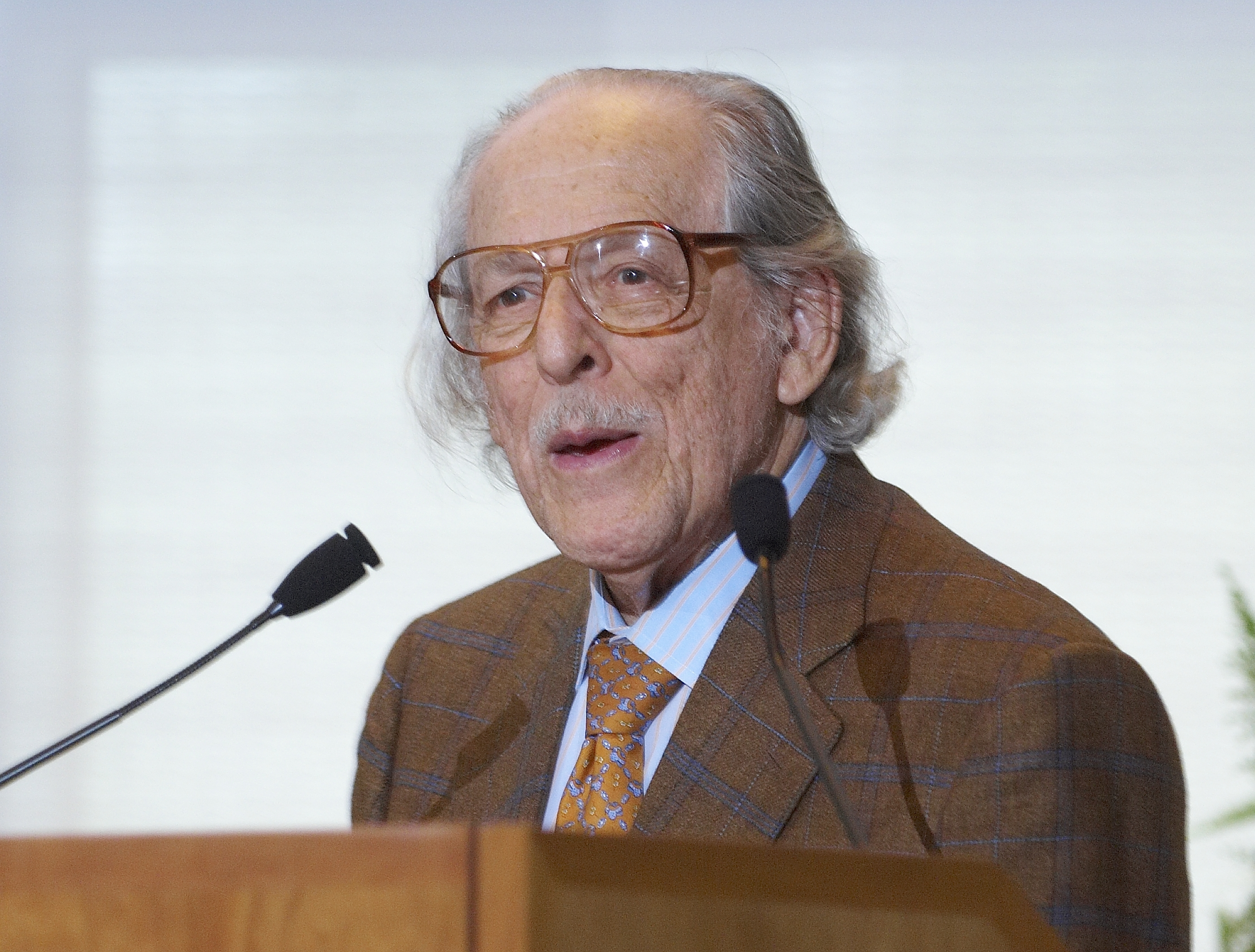
Eugene Garfield bei der Verleihung des Richard J. Bolte Sr. Award (2007)

Eugene Garfield (* 16. September 1925 in New York City; † 26. Februar 2017 in Pennsylvania) war ein US-amerikanischer Pionier der empirischen Informationswissenschaft und einer der Begründer der Bibliometrie.

## Leben
Eugene Garfield studierte an der Columbia University und machte dort 1949 seinen ersten Abschluss (B.S.) in Chemie, 1954 seinen zweiten Abschluss (M.S.) in Bibliothekswissenschaft. 1961 promovierte er im Fach Linguistik.
Ab 1955 war er zunächst als Berater für pharmazeutische Unternehmen tätig und spezialisierte sich auf Fachinformation, indem er Current Contents (Inhaltsverzeichnisse relevanter Fachzeitschriften) erstellte. In einem Aufsatz in der angesehenen Zeitschrift Science (Band 122, Nummer 3159, Seite 108–111) schlug er 1955 vor, Zitationen wissenschaftlicher Veröffentlichungen systematisch zu erfassen und damit Zitationszusammenhänge deutlich zu machen. 1963, acht Jahre nach seiner fundamentalen Idee, stellte er den ersten Science Citation Index vor. Bereits 1960 hatte er das Institute for Scientific Information (ISI) gegründet, dessen CEO er bis zu seiner Pensionierung 1992 blieb. Dieses Institut erarbeitete verschiedene regelmäßig erscheinende Zitationsverzeichnisse, neben dem Science Citation Index auch den Social Sciences Citation Index (ab 1973) und den Arts and Humanities Citation Index (ab 1978). Heute liegen diese Verzeichnisse unter der Bezeichnung Web of Science als Datenbank vor. 1986 war er Gründungsherausgeber von The Scientist, einer zweiwöchentlich erscheinenden Fachzeitschrift für Biomediziner.
Für seine großen Verdienste wurde er mit zahlreichen Ehrendoktortiteln und Preisen ausgezeichnet. Dazu zählen der Award of Merit der American Society for Information Science (1975), der Patterson-Crane Award der American Chemical Society (1983) sowie der Derek John de Solla Price Award der Zeitschrift Scientometrics (1984). Ferner wurde er 2005 in die American Academy of Arts and Sciences und 2007 in die American Philosophical Society gewählt.

## Werke
- An algorithm for translating chemical names to molecular formulas (Diss., 1961)
- Essays of an information scientist (15 Bände, 1977–1993) online
- Citation indexing. Its theory and application in science, technology, and humanities, New York: Wiley 1979